# Hydropsyche mahrkusha
Hydropsyche mahrkusha là một loài Trichoptera trong họ Hydropsychidae. Chúng phân bố ở miền Cổ bắc.